# Pouxeux
Pouxeux är en kommun i departementet Vosges i regionen Grand Est (tidigare regionen Lorraine) i nordöstra Frankrike. Kommunen ligger i kantonen Remiremont som tillhör arrondissementet Épinal. År 2022 hade Pouxeux 1 952 invånare.

## Befolkningsutveckling
Antalet invånare i kommunen Pouxeux
| Referens: INSEE |